# Allan Thompson
Allan Thompson est un personnage de fiction des Aventures de Tintin, créé par Hergé. Il apparaît pour la première fois dans Le Crabe aux pinces d'or, le neuvième album de la série, en 1941, mais il figure également dans la version en couleurs des Cigares du pharaon, quatrième aventure de la série, remaniée en 1955.

## Le personnage dans la série
Bien que son nom complet soit Allan Thompson, son patronyme est très peu cité et il est appelé Allan par les protagonistes. Il croise le chemin de Tintin pour la première fois (si l'on considère les éditions originales uniquement) dans Le Crabe aux pinces d'or (1941). Lieutenant du capitaine Haddock à bord du cargo Karaboudjan, il exerce sur ce dernier une emprise totale en l'abreuvant de whisky. Il a ainsi le champ libre pour se livrer au trafic d'opium pour le compte du riche Marocain Omar Ben Salaad. Après de nombreuses péripéties en mer et au Maroc, la bande est arrêtée mais Allan parvient à s'enfuir au moyen d'un canot à moteur. À l'issue d'une poursuite avec Tintin, il est capturé. Cette brute épaisse n'hésite pas à calmer sa colère en se défoulant à coup de poings sur ses subordonnés, comme c'est le cas lorsque le journaliste, puis le capitaine, lui faussent compagnie : il moleste alors des membres de son équipage, tels que Pedro ou Jumbo.
Hergé l'a ajouté a posteriori aux Cigares du pharaon (épisode antérieur au Crabe aux pinces d'or) comme complice de Rastapopoulos lorsque l'album fut redessiné en 1955. Là aussi, il se livre au narcotrafic à bord d'un navire.
Allan réapparaît dans Coke en stock. Il y fait une assez brève apparition en tant que commandant du Ramona, cargo transportant des esclaves africains, vers La Mecque, pour le compte du marquis Di Gorgonzola, qui n'est autre que Rastapopoulos. Il abandonne très vite le navire avec son équipage, à la suite d'un incendie. Il condamne ainsi Tintin, le capitaine Haddock, le pilote d'avion Szut et les nombreux esclaves africains emprisonnés en cale à une mort certaine, le navire étant rempli d'explosifs. Ils parviennent cependant de justesse à éteindre le feu. On apprend à la fin de l'album, par une coupure de journal, qu'Allan a été recueilli par un cargo danois et qu'il n'aura désormais plus le droit de naviguer. Notons au passage dans cet épisode une occasion où il fait exceptionnellement montre d'un peu de culture. Pour martyriser le capitaine, sa victime de longue date, il lui soumet un problème auquel celui-ci n'a manifestement jamais pensé. Il lui demande en effet s'il dort avec la barbe au-dessus ou en dessous des couvertures, ce qui vaut à Haddock une nuit blanche à force d'essayer de le résoudre. Allan recycle visiblement une blague d'Alphonse Allais, que l'écrivain place dans son œuvre La barbe (1896).
Enfin, on le retrouve une dernière fois dans Vol 714 pour Sydney, de nouveau aux côtés de Rastapopoulos. Tout comme son maître, il est, au cours de l'album, totalement ridiculisé, perdant par exemple son dentier et ne s'exprimant plus distinctement. Lui qui habituellement fait démonstration de sa force, se fait ici rouer de coups par les patriotes sondonésiens. Il compare même involontairement le nez d'un nasique à celui de son patron, au nez lui aussi proéminent. Hergé démystifie ainsi les deux principaux « méchants » de son univers, qui disparaissent à la fin de l'album, enlevés par des extraterrestres à bord d'un vaisseau spatial,.
Dans l'Alph-Art de Rodier, il est cité qu'il est retourné aux États-Unis où il exerce en tant que facteur : la seule case qui le représente le montre poursuivi par un chien de garde.

## Au cinéma
Allan apparaît dans Les Aventures de Tintin : Le Secret de La Licorne réalisé par Steven Spielberg, sorti en 2011, où il est interprété en capture de mouvement par Daniel Mays.
Il est le second maître du cargo Karaboudjan, initialement sous les ordres du capitaine Haddock mais réquisitionné par Sackarine.